# Arnold Kegel
Arnold Henry Kegel /ˈkeɪɡəl/ (21 de fevereiro de 1894 – 1 de março de 1972) foi um ginecologista americano que inventou o perineômetro de Kegel (instrumento para medir a força das contrações voluntárias dos músculos do assoalho pélvico) e os exercícios de Kegel (contração dos músculos do assoalho pélvico) como tratamento não cirúrgico da incontinência urinária por fraqueza e/ou laxidade dos músculos perineais. Os exercícios de assoalho pélvico são considerados tratamento de primeira linha para incontinência urinária de esforço e qualquer tipo de incontinência urinária feminina e prolapso genital feminino, com evidências de seu uso em revisões sistemáticas de ensaios clínicos na Biblioteca Cochrane e outras fontes. Kegel publicou suas ideias pela primeira vez em 1948. 
Foi professor assistente de ginecologia na Escola de Medicina Keck da USC.